# Grgo Kusić
Grgo Kusić (1892. – 1918.) je bio hrvatski vojnik u Austro-Ugarskoj vojsci. 
Bio je poznat kao dalmatinski Guliver. Ovaj 237 cm visoki čovjek iz Grabovca kod Šestanovca bio je u osobnoj carskoj gardi Franje Josipa u Beču.
Bio je jedan od najviših ljudi ikad u povijesti, najviši Hrvat svih vremena, i najviši austro-ugarski vojnik.

## Vanjske poveznice
- (fr.) Le saviez-vous? Les gullivers de Dalmatie